# Mardiros I (ormiański patriarcha Konstantynopola)
Mardiros I (ur. ?, zm. ?) – w latach 1509–1526 4. ormiański Patriarcha Konstantynopola.